# Jawad Mustafa Zikri
Jawad Mustafa Zikri (* 1912; † unbekannt) war ein saudischer Diplomat.

## Werdegang
1955 war er Gesandtschaftsrat später Gesandter in Kairo. Ab 15. März 1956 war er Gesandter, von 9. Februar 1960 bis 1961 Botschafter in Bonn.
Ab 1957 war er Generalkonsul in Stockholm, wo er von 16. September 1961 bis 1963 Botschafter war. Am 1. Februar 1962 wurde er mit Sitz in Stockholm gleichzeitig als Botschafter in Kopenhagen akkreditiert. Von 19. August 1965 bis 1966 war er Botschafter in Rabat. Von 17. Mai 1968 bis 19. Juli 1976 war er Botschafter in Bern.